# Sugiura-gun
Palmarès
voir ici
Sugiura-gun (杉浦軍, Sugiuragun), signifiant "l'armée de Sugiura", est un clan de catcheurs appartenant à la Pro Wrestling NOAH, une fédération de catch japonaise, fondée le 10 mars 2019 Le groupe a été formé par Kazma Sakamoto, Nosawa Rongai et Takashi Sugiura, après la dissolution des Hooligans , Sugiura étant nommé chef du groupe. Peu de temps après leur formation, Sugiura-gun a depuis ajouté plusieurs nouveaux membres, notamment Hajime Ohara, Hideki Suzuki et Kazushi Sakuraba. Peu de temps après leur formation, les membres fondateurs du groupe, Kazma Sakamoto et Takashi Sugiura ont rapidement remporté les GHC Tag Team Championship.
Parmi les autres réalisations du groupe, Sakamoto et Sugiura ont remporté la Global Tag League 2019. En tant que leader de Sugiura-gun, Takashi Sugiura a remporté le GHC National Championship, tout en redevenant un des meilleurs lutteurs de la promotion et ayant des matchs pour le GHC Heavyweight Championship, tout en atteignant la finale du N-1 Victory. Grâce à la relation de travail de la Noah avec la Major League Wrestling (MLW), El Hijo de Dr. Wagner Jr. a rejoint le groupe en tant que membre à temps partiel. En novembre 2019, Sugiura-gun a commencé une rivalité avec le clan Heel, KONGOH. Pendant leur rivalité, Sugiura-gun a été rejoint par Kazuyuki Fujita et a produit leur propre événement au Korakuen Hall en décembre. En janvier 2020, Sugiura-gun est rejoint par Dick Togo.

## Carrière

### Formation et ajout de plusieurs membres (2019)
Le 24 février 2019, les Hooligans ont été forcés de se dissoudre après avoir perdu contre Takashi Sugiura, Akitoshi Saito, Masao Inoue, Yoshiki Inamura et Kinya Okada dans un Elimination Match. Après le match, Kazma Sakamoto défie Sugiura pour un match, qu'il a accepté.
Le 13 juin, ils battent AXIZ et remportent les GHC Tag Team Championship.

### Rivalité avec KONGOH (2019-2021)
Lors de Noah the Best 2019, Takashi Sugiura bat Michael Elgin pour devenir le 1er GHC National Champion.
Le 4 janvier 2020, à New Sunrise, Hideki Suzuki et Kinya Okada perdent contre KONGOH (Kenoh et Yoshiki Inamura). Après le match, Suzuki attaque Kenoh. Plus tard dans la soirée, Sugiura a conservé le GHC National Championship contre Masa Kitamiya. Le lendemain à Reboot, Okada et Ohara perdent contre KONGOH (Haoh et Nioh). Ensuite, deux lutteurs masqués ont attaqué Haoh et Nioh, se révélant être Nosawa Rongai et le plus récent membre de Sugiura-gun, Dick Togo.

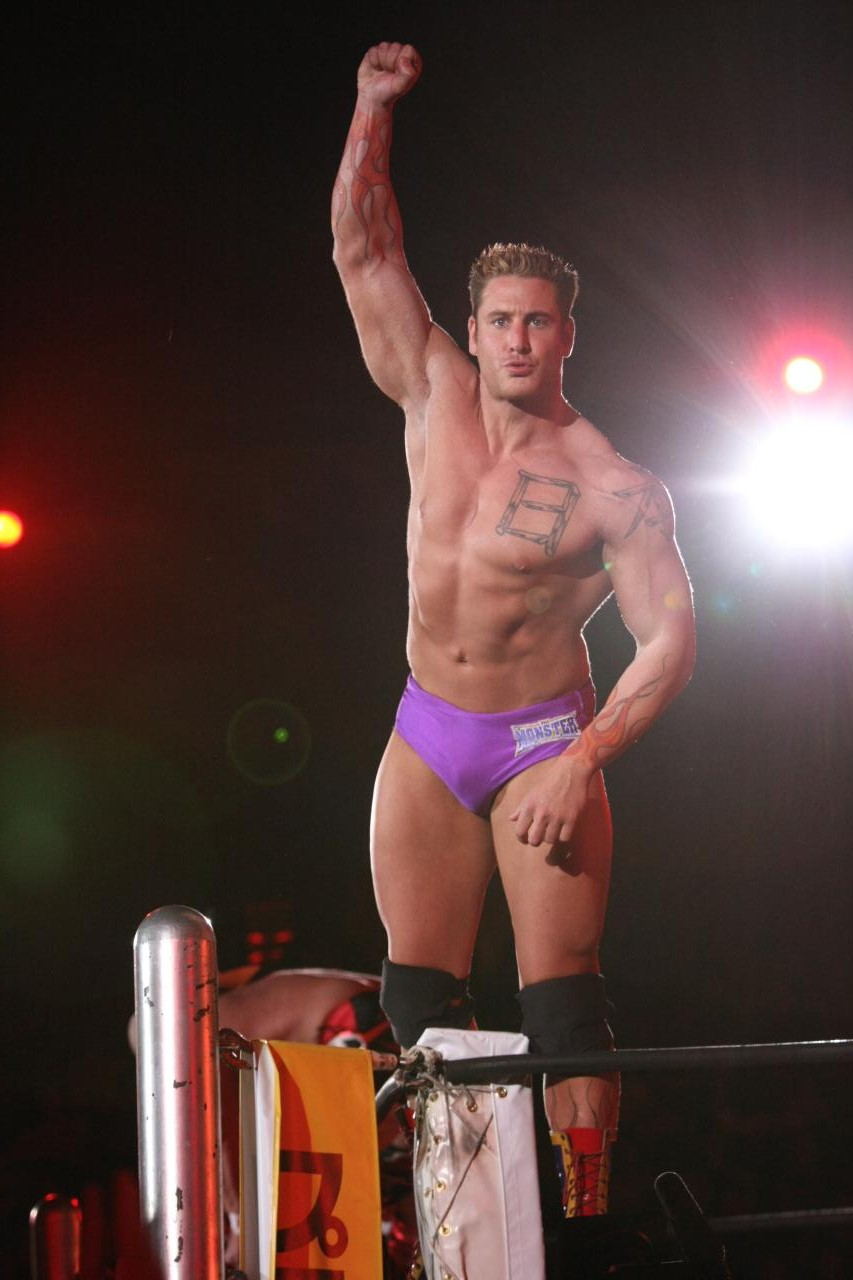
René Duprée durant son temps à la Hustle de 2007 à 2009

Le 30 janvier, Ohara a été battu par Daisuke Harada en demi-finale. Pendant ce temps, Togo s'est rendu en finale du Global Junior League 2020 en battant le GHC Junior Heavyweight Champion, Yoshinari Ogawa en demi-finale, avant de s'incliner face à Daisuke Harada. Entre le 22 et le 26 mars, l'ancien combattant d'arts martiaux mixtes Hideki Sekine et le lutteur international René Duprée rejoignent le groupe. Le mois suivant, Sugiura-gun participent à la Global Tag League 2020, divisée en deux équipes, Dupree et Wagner étant placées dans le bloc A et Sugiura et Sekine dans le bloc B. Sugiura et Sekine ont terminé deuxièmes de leur bloc, avec un record de deux victoires et une défaite. Pendant ce temps, Dupree et Wagner ont terminé avec le même record que Sugiura et Sekine mais ont réussi à terminer premiers de leur bloc, se qualifiant pour la finale du tournoi. Le 18 avril, Seiki Yoshioka a été révélé comme le nouveau membre du groupe. Plus tard dans la soirée, Duprée et Wagner ont battu AXIZ (Gō Shiozaki et Katsuhiko Nakajima) en finale pour remporter le tournoi. Le lendemain, Duprée et Wagner battent Naomichi Marufuji et Masaaki Mochizuki et remportent les GHC Tag Team Championship,.
Le 10 août, Wagner et Duprée rendent les GHC Tag Team Championship à la Noah, faute de pouvoir assister aux événements de la promotion en raison des restrictions de voyage dues à la pandémie de COVID-19, rendant les titres vacants,. Le 30 août, Kazushi Sakuraba et Takashi Sugiura battent AXIZ et remportent les vacants GHC Tag Team Championship, récupérant les titres pour le clan.
Lors de Kawasaki Go!, Sugiura conserve son GHC National Championship contre son ancien coéquipier de Dangan Yankees, Masato Tanaka et remporte également le Zero1 World Heavyweight Championship de ce dernier. 
Le 28 octobre, Sugiura perd le GHC National Championship contre Masaaki Mochizuki.

### Diverses Rivalités et poursuite des Championnats (2021-...)
Lors de Gain Control 2022 In Nagoya, Kazuyuki Fujita bat Katsuhiko Nakajima pour remporter le GHC Heavyweight Championship,.

## Membres du groupe
| Identité,                 | Arrivée         | Départ           | Notes                   |
| ------------------------- | --------------- | ---------------- | ----------------------- |
| Takashi Sugiura           | 10 mars 2019    |                  | Leader actuel du groupe |
| Nosawa Rongai             | 10 mars 2019    | 27 juin 2021     |                         |
| Kazma Sakamoto            | 10 mars 2019    | 9 mai 2020       |                         |
| Hideki Suzuki             | 17 avril 2019   | 9 mai 2020       |                         |
| Hajime Ohara              | 2 mai 2019      | 10 mai 2020      |                         |
| El Hijo de Dr. Wagner Jr. | 18 août 2019    |                  |                         |
| Kazushi Sakuraba          | 28 juillet 2019 |                  |                         |
| Kazuyuki Fujita           | 3 octobre 2019  | 9 mai 2020       |                         |
| Dick Togo                 | 5 janvier 2020  | 9 mai 2020       |                         |
| Hideki Sekine             | 22 mars 2020    | 9 mai 2020       |                         |
| René Duprée               | 29 mars 2020    |                  |                         |
| Seiki Yoshioka            | 18 avril 2020   | 10 mai 2020      |                         |
| Kendo Kashin              | 10 mai 2020     |                  |                         |
| Kaz Hayashi               | 10 juin 2020    | 30 décembre 2020 |                         |
| Kotarō Suzuki             | 6 décembre 2020 |                  |                         |

## Palmarès
- New Japan Pro Wrestling
  - 1 fois IWGP United States Heavyweight Championship - KENTA

- Pro Wrestling NOAH
  - 1 fois GHC Heavyweight Championship - Kazuyuki Fujita
  - 3 fois GHC National Championship – Takashi Sugiura (2) et Kazuyuki Fujita (1)
  - 6 fois GHC Tag Team Championship – Kazma Sakamoto et Takashi Sugiura (1), El Hijo de Dr. Wagner Jr. et René Duprée (2), Kazushi Sakuraba et Takashi Sugiura (1), Hideki Suzuki et Takashi Sugiura (1) et Hideki Suzuki et Timothy Thatcher (1)
  - Global Tag League (2019) - Kazma Sakamoto et Takashi Sugiura
  - Global Tag League (2020) - El Hijo de Dr. Wagner Jr. et René Duprée[22]

- Real Japan Pro Wrestling
  - 1 fois RJPW Legend Championship – Kazuyuki Fujita